# Fajardo
Fajardo – miasto w Portoryko, 36 993 mieszkańców (2010). Przemysł spożywczy, maszynowy. W mieście znajduje się port lotniczy Diego Jimenez Torres.

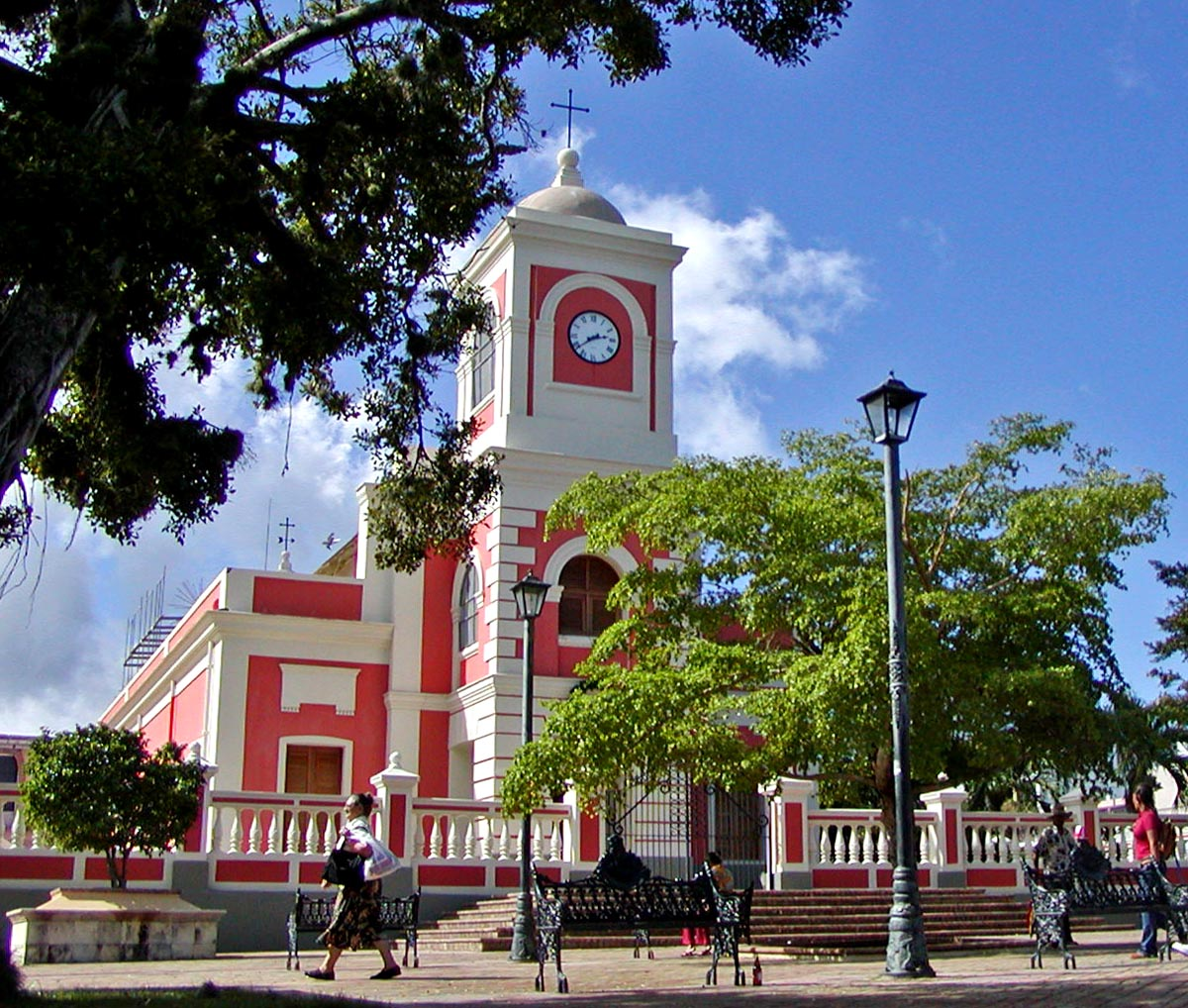
Katedra Świętego Jakuba Apostoła